# Unterberg, Steindorf am Ossiacher See
Unterberg je naselje v Občini Steindorf am Ossiacher See v Okraju Trg na Koroškem v Avstriji.